# Labici
Labici (auch: Lavici, Labicum) war eine antike Stadt in der italienischen Landschaft Latium. Sie lag 15 römische Meilen (etwa 23 km) südöstlich von Rom am Ende der via Labicana beim heutigen Monte Compatri, an den nördlichen Hängen der Albaner Berge.
Labici gehörte zum Latinischen Bund. Nachdem es zu den Aequern übergegangen war, wurde es 418 v. Chr. von den Römern erobert und zur Colonia gemacht. Es verlor aber im Lauf der Republik seine Bedeutung und war zur Zeit Ciceros nur noch ein heruntergekommenes Municipium. In der frühen Kaiserzeit scheint der Ort ganz aufgegeben worden zu sein. Seine Nachfolge trat die Straßenstation Ad Quintanas an der via Labicana an.
Labicum war ein frühchristliches Bistum und ist heute ein Titularbistum der römisch-katholischen Kirche.
Das 16 km entfernte Lugnano nahm 1888 den Namen Labico an, da man den Ort damals für den Nachfolger von Labici hielt. Diese Annahme wurde inzwischen korrigiert.